# Jacques Viau
Pour les articles homonymes, voir Viau.
Jacques Viau était un avocat québécois né en 1919 à Lachine et mort le 4 décembre 2003 à Montréal.
Il a été bâtonnier du Barreau de la province de Québec de 1973 à 1974.

## Distinctions
- 1979 :  Officier de l'Ordre du Canada
- 1983 : Médaille du Barreau de la province de Québec
- 1986 :  Grand-croix de l'ordre pro Merito Melitensi